# Lietkabelis

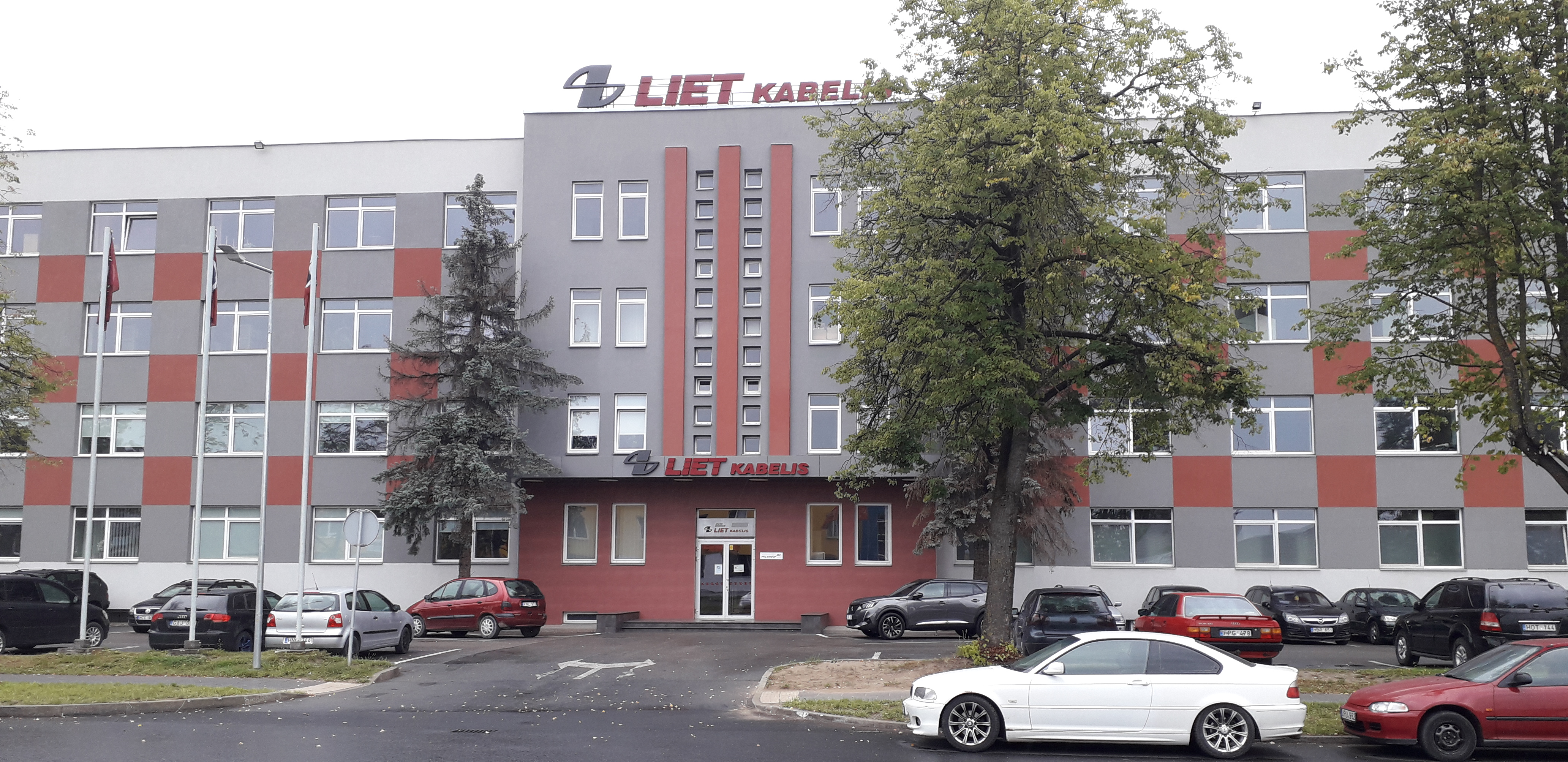
Lietkabelis-Fabrik und Bürogebäude in Panevėžys

Lietkabelis ist ein litauisches Unternehmen in der Großstadt Panevėžys. Es ist der größte baltische Hersteller von isolierten elektrischen Drähten und Kabeln. „Lietkabelis“ produziert die Installationskabel (für die Stromversorgung, Kommunikation und Datenübertragung, Installation, elektrische Geräte, industrielle Sprengarbeiten) und Kabel (für die Stromversorgung, Kommunikation und Datenübertragung, Festinstallationen), Lackdrähte für Kühlschränke, Fernsehgeräte, Elektromotoren sowie Kabelbäume für Fahrzeuge. Die Exportländer sind Großbritannien, Irland, Skandinavien und Russland.
Seit 1997 produziert das Unternehmen die Automobilkabel für Busse und Lastwagen von Volvo.
Das Unternehmen ist der Hauptsponsor eines nationalen Basketballvereines BC Lietkabelis.

## Geschichte
„Lietkabelis“ wurde 1958 gegründet und produzierte damals nur Lackdrähte. 1962 begann man, Installationskabel und -drähte zu produzieren. Seit 1964 gibt es den Basketballverein Lietkabelis Panevėžys. Ab 1968 hieß das Unternehmen Panevėžio VLKJS Penkiasdešimtmečio kabelių gamykla. 1980 beschäftigte der staatliche Betrieb „Lietkabelis“ 1.250 Mitarbeiter. Der Gesamtwert der Produktion betrug 28,4 Mio. Rubel. Damals exportierte man in fünfzehn ausländische Staaten und zwölf Republiken der Sowjetunion. 1986 wurde eine neue Abteilung für die Herstellung von Lackdrähten eröffnet. Von 1988 bis 1989 erreichte man Herstellungrekorde: man produzierte 12.000 Tonnen Lackdrähte und 250.000 km Installationsdrähte.
Seit 1992 produziert man auch nach dem britischen Standard BS 6004. „Lietkabelis“ wurde 1993 privatisiert. Am 9. Juli 1993 gab es die erste Hauptversammlung der Aktionäre. Am 14. Oktober 1993 wurde das Unternehmen als Aktiengesellschaft im litauischen Handelsregister eingetragen. Am 19. März 1997 wurde die Arbeiter-Gewerkschaft AB „Lietkabelis“ darbininkų sąjunga offiziell als juristische Person registriert.
Bis 2000 besaß die litauische Investmentgesellschaft Invalda 10 % der Aktien von „Lietkabelis“. Ab 2000 gehörten fast 40 % Aktien des Unternehmens der litauischen Investitionsgesellschaft Hermis Capital (über das Tochterunternehmen UAB „Hermis fondų valdymas“), 32,75 % Aktien waren im Besitz des staatlichen litauischen Staatsvermögensfonds (Valstybės turto fondas); 22,7 % Aktien von „Lietkabelis“ hatte Dalia Beišienė und 10,02 % die litauische Investitionsgesellschaft KIB Hermis investicija. 2000 betrug das Grundkapital 17 Mio. Litas. 2006 hatte 87,5 % Aktien das Unternehmen Metbalta.
Im Betrieb gab es den Männer- und Frauenchor „Čiūto“ (Leiterin Dalia Gaspariūnienė-Kremenskaitė). Er nahm 1990 am Liederfest in Vilnius, 1994 am ersten und 1998 am zweiten Weltlitauerliederfest in Kaunas und Vilnius sowie an mehreren anderen Musikfestivalen teil. Der Chor machte einige Aufnahmen für den litauischen Rundfunksender Lietuvos radijas. 1988 hatte er Konzerte in Belgrad (damals Jugoslawien), 1989 in Kiew (Ukraine), 1993 in Polen, in der Slowakei, in Tschechien und Ungarn.
2007 exportierte man 70 % der Gesamtproduktion (im Wert von 95 Mio. Litas). 2014 erzielte das Unternehmen einen Umsatz von 20,4 Mio. Euro und gehörte damit zu TOP 400 litauischen Unternehmen (360. Platz, Stand 2014). Das Unternehmen war früher (um 2000) an der Börse Vilnius (jetzt NASDAQ OMX Vilnius) notiert.
Seit 2008 leitet Sigitas Gailiūnas, der Generaldirektor von „Lietkabelis“, auch die Handels-, Industrie- und Handwerkskammer Panevėžys.

## BC Lietkabelis
BC Lietkabelis entstand aus der betriebsinternen Basketballmannschaft. Das Team nimmt bei Turnieren von Baltic Basketball League und Lietuvos krepšinio lyga teil. Der Chefcoach ist Kazys Maksvytis (* 1977). Der Club wurde Meister bei BBL Challenge Cup 2011/2012. Die Hausarena ist die Cido arena (6.000 Plätze) in Panevėžys.

## Auszeichnungen
- 2010: Litauischer Exportpreis, Litauische Handels-, Industrie- und Handwerkskammer[9]